# SciPy
SciPy es una biblioteca libre y de código abierto para Python. Se compone de herramientas y algoritmos matemáticos. Se creó a partir de la colección original de Travis Oliphant, que se componía de módulos de extensión para Python y fue lanzada en 1999 bajo el nombre de Multipack, llamada así por los paquetes netlib que reunían a ODEPACK, QUADPACK, y MINPACK.
SciPy contiene módulos para optimización, álgebra lineal, integración, interpolación, funciones especiales, FFT, procesamiento de señales y de imagen, resolución de ODEs y otras tareas para la ciencia e ingeniería.
SciPy se basa en el objeto de matriz NumPy y es parte del conjunto NumPy, que incluye herramientas como Matplotlib, Pandas y SymPy, y un conjunto en expansión de bibliotecas de computación científica. Este conjunto está dirigido al mismo tipo de usuarios que los de aplicaciones como MATLAB, GNU Octave, y Scilab. A veces también se hace referencia a este conjunto de herramientas y bibliotecas como SciPy.
SciPy también es un conjunto de conferencias para usuarios y desarrolladores de estas herramientas: SciPy, en los Estados Unidos; EuroSciPy, en Europa; y SciPy.in, en la India. La empresa Enthought originó la conferencia SciPy en Estados Unidos y continuó patrocinando muchas de las conferencias internacionales, así como el alojamiento del sitio web de SciPy.

## Estructuras de datos
La estructura de datos básica usada por SciPy es un vector multidimensional proporcionado por el módulo NumPy. NumPy proporciona algunas funciones para el álgebra lineal, la transformada de Fourier y la generación de números aleatorios. NumPy también puede ser usado como un contenedor de datos multidimensional y efectivo con tipos de datos arbitrarios. Esto permite que NumPy se integre de manera sencilla y rápida con una amplia variedad de bases de datos. Las versiones antiguas de SciPy usan Numeric como un tipo de vector, sin embargo, ahora se encuentra obsoleto en favor del nuevo código del vector NumPy.

## Historia
En la década de 1990, Python se amplió para incluir un tipo de vector para la informática numérica denominado Numeric. Este paquete fue reemplazado con el tiempo por Travis Oliphant, quien desarrolló NumPy en 2006 como una combinación de Numeric y Numarray, este último había sido comenzado en 2001. A partir de 2000, hubo un aumento del número de módulos de extensión y un incremento del interés en la creación de entornos completos para la informática científica y técnica. En 2001, Travis Oliphant, Eric Jones y Pearu Peterson fusionaron el código que habían escrito en un mismo páquete y lo denominaron SciPy. Este nuevo paquete proporcionaba una colección estándar de operaciones numéricas comunes basadas en la estructura de datos del vector Numeric. Poco después, Fernando Pérez publicó IPython, una consola interactiva mejorada ampliamente usada por la comunidad de la informática técnica; por otra parte, John Hunter publicó la primera versión de Matplotlib, una biblioteca de gráficos 2D para informática técnica. Desde entonces, el entorno SciPy ha estado creciendo continuamente con el aumento de paquetes y herramientas destinados a la informática técnica.